# Benedicta Henrietta de Wittelsbach
Prințesa Benedicta Henrietta (Benedicta Henrietta Philippina; 14 martie 1652 – 12 august 1730) a fost o prințesă germană, a treia și cea mai mică fiică a lui Eduard, Conte Palatin de Simmern și a soției acestuia, franțuzoaica Anna Gonzaga. Benedicta a devenit Ducesă de Brunswick-Lüneburg sau de Hanovra, prin căsătoria cu Johann Frederic, Duce de Brunswick-Lüneburg. Ea a fost strămoașa regelui Ludovic al XVI-lea al Franței și Philippe Égalité, precum și a câtorva monarhi europeni.

## Biografie

### Căsătorie și copii
Benedicta Henrietta s-a căsătorit cu Johann Frederic, Duce de Brunswick-Lüneburg la 30 noiembrie  1668. Ei au avut patru fiice:
- Anne Sophie (10 februarie 1670 – 24 martie 1672)
- Charlotte Felicitas (8 martie 1671 – 29 septembrie 1710), căsătorită cu Rinaldo al III-lea, Duce de Modena
- Henriette Marie (9 martie 1672 – 4 septembrie 1757)
- Wilhelmina Amalia (1673 – 10 aprilie 1742), căsătorită cu Iosif I, Împărat Roman